# Sewliewo
Sewliewo (bułg. Севлиево) – miasto i gmina w Bułgarii; 24 065 mieszkańców (2009).

## Demografia
| Sewliewo                                                    | Sewliewo | Sewliewo | Sewliewo | Sewliewo | Sewliewo | Sewliewo | Sewliewo | Sewliewo | Sewliewo | Sewliewo |
| ----------------------------------------------------------- | -------- | -------- | -------- | -------- | -------- | -------- | -------- | -------- | -------- | -------- |
| rok                                                         | 1946     | 1956     | 1965     | 1975     | 1985     | 1992     | 2001     | 2005     | 2007     | 2009     |
| mieszkańców                                                 | 9 827    | 14 381   | 20 423   | 24 429   | 26 440   | 25 494   | 24 775   | 24 448   | 24 258   | 24 065   |
| źródeł: Krajowy Instytut Statystyczny „Pop-stat.mashke.org“ |          |          |          |          |          |          |          |          |          |          |

## Miasta partnerskie
- Bobrujsk, Białoruś
- Biel/Bienne, Szwajcaria
- Valašské Meziříčí, Czechy
- Legionowo, Polska
- Gewgelija, Macedonia Północna
- Malkara, Turcja